# Synagoge (Oude Pekela)
De synagoge van Oude Pekela was een Joods gebedshuis aan de Hendrik Westerstraat in Oude Pekela dat gebruikt werd door de Pekelder Joden. Tussen 1737 en 1979 hebben er drie synagoges in het Groninger dorp gestaan.  

## Geschiedenis
In 1725 werd de Joodse gemeente Pekela opgericht, waarin men aanvankelijk synagogediensten hield in verschillende privéwoningen. De eerste echte synagoge werd in 1737 gebouwd en ingewijd; het was daarmee de eerste speciaal daartoe gebouwde synagoge in de provincie Groningen. Na ruim vijftig jaar raakte het gebouw in verval en werd op dezelfde locatie een nieuwe synagoge opgetrokken. Deze tweede synagoge werd op 3 augustus 1792 ingewijd door opperrabijn Levie Hartog Geloga van de synagoge in Groningen. De Pekelder synagoge kreeg na de oprichting van het Nederlands-Israëlitisch Kerkgenootschap op 20 september 1821 de status van ringsynagoge. In 1882 stortte het dak in, wat de noodzaak tot nieuwbouw met zich meebracht.
De nieuwe synagoge van Oude Pekela, ontworpen door architect Cornelis Peters, werd op 7 september 1884 ingewijd door opperrabijn Jeremias Samuel Hillesum van de synagoge in Meppel. Het gebouw met mikwe verrees aan de overzijde van het Pekelderdiep, recht tegenover de locatie van de oude synagoge, en had aan de voorzijde een woning voor de onderwijzer.
Rabbijn Abraham Toncman was de laatste chazan (zanger) en leraar van de Joodse gemeente. Vanaf 1937 woonde hij in de nieuwe onderwijzerswoning bij de synagoge. Op 31 december 1942 schreef hij in zijn notulenboek uit dat jaar zijn laatste zinnen: 
...En nu zijn wij, weinigen van velen, overgebleven, wij worden als vee weggeleid om gedood te worden en verloren te gaan, tot ellende en tot schande. Moge er redding en uitkomst voor de Joden komen. Spoedig, in onze dagen. Amen....
Tijdens de Tweede Wereldoorlog raakte de synagoge van Oude Pekela beschadigd en werd zij leeggehaald. Van de ongeveer 150 Joodse inwoners keerden er na de oorlog slechts twaalf terug. In 1950 werd het gebouw verkocht en uiteindelijk in 1979 gesloopt. De thorarollen, het thoraschild uit 1906 en het archief waren tijdens de oorlog al naar Amsterdam overgebracht; van de gesloopte synagoge is slechts een gevelsteen overgebleven. De naastgelegen onderwijzerswoning bleef behouden.   

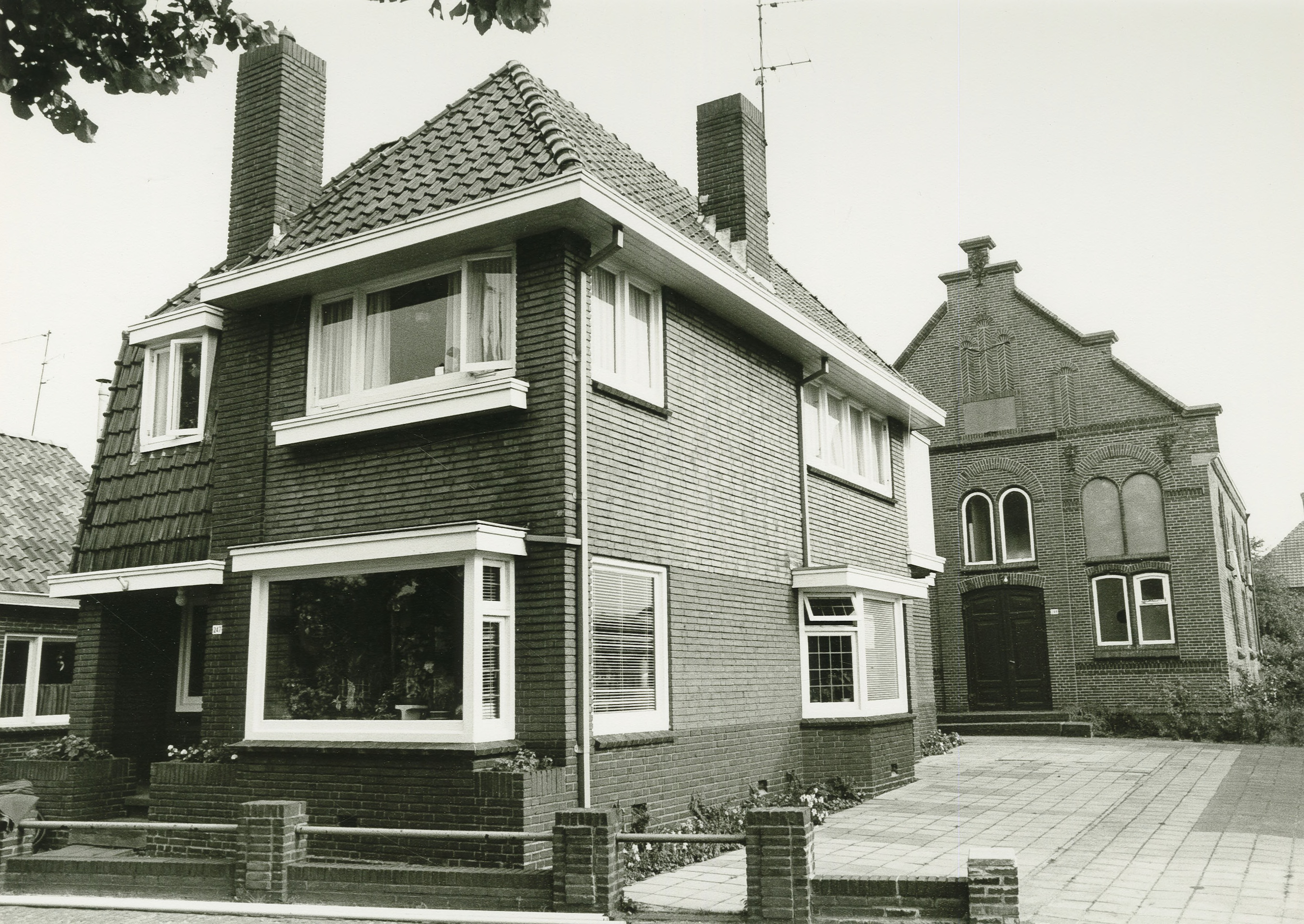
De onderwijzerswoning, met op de achtergrond de synagoge (1974)